# 伊利里亞王國
伊利里亞王國（Kingdom of Illyria）是奧地利帝國在1816年至1849年期間存在的一個構成國家。伊利里亞王國成立於1816年8月3日，是奧地利自法國奪回亞德里亞海東岸地區的產物。1848年革命之後，伊利里亞王國被廢除，分裂為卡尼奧拉公國、克恩頓公國、奧地利濱海區三個部分。